# Medicago coronata
Medicago coronata är en ärtväxtart som först beskrevs av Carl von Linné, och fick sitt nu gällande namn av Biagio Bartalini. Medicago coronata ingår i släktet luserner, och familjen ärtväxter. Inga underarter finns listade i Catalogue of Life.

## Bildgalleri

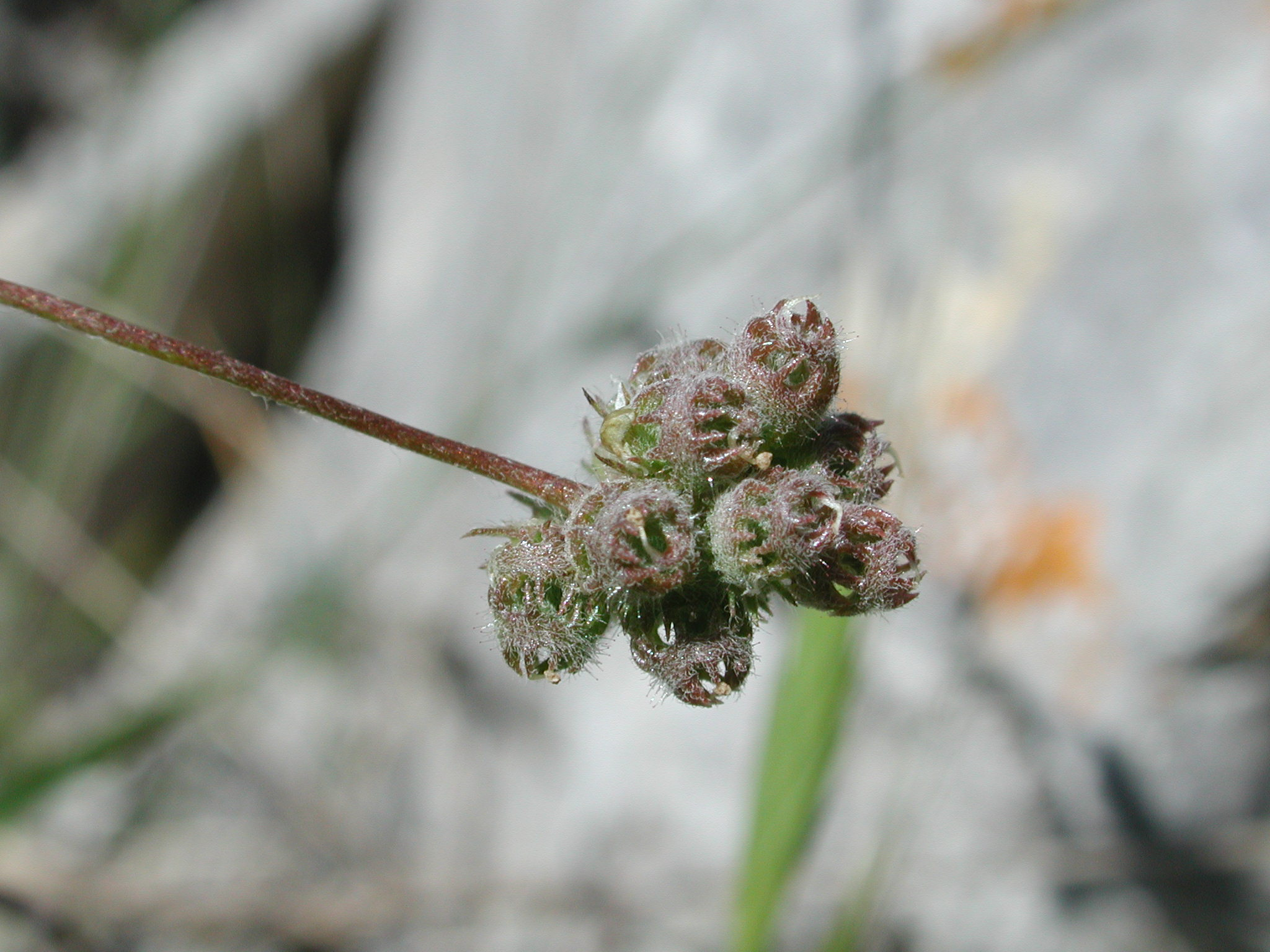